# Onthophagus reticulatus
Onthophagus reticulatus es una especie de insecto del género Onthophagus, familia Scarabaeidae, orden Coleoptera.

Fue descrita científicamente por D'Orbigny en 1902.